# Dmitri Rogozine
Dmitri Olegovitch Rogozine (en russe : Дмитрий Олегович Рогозин), né le 21 décembre 1963 à Moscou, est un homme politique russe. Il est président du parti politique Rodina (La Patrie) et du groupe parlementaire de Rodina à la Douma d'État. 
En janvier 2008, il est nommé par décret présidentiel ambassadeur de Russie auprès de l'OTAN. De 2011 à 2018, il est vice-président du gouvernement de Russie. Il dirige Roscosmos, l'agence spatiale russe, de 2018 à 2022.

## Carrière

### Carrière politique
Dmitri Rogozine est né dans la famille d'un célèbre historien militaire soviétique. Il est diplômé en journalisme de l'université d'État de Moscou en 1986 et en 1988 d'économie. En 1993, Dmitri Rogozine rejoint le « Congrès des Communautés russes » nouvellement créé et dirigé par le général Alexandre Lebed dont il devient le chef. Ce parti se veut le défenseur des Russes des ex-républiques soviétiques.
Rogozine est élu à la Douma d’État comme député de la ville de Voronej en 1997 et devient l'une des voix principales défendant le sort des Russes des anciennes républiques soviétiques.
En 2003, Dmitri Rogozine est l'un des fondateurs et chefs du parti Rodina, coalition « nationale-patriotique » qui obtient 9,2 % des voix et 37 des 450 sièges à la Douma lors des élections parlementaires de 2003.
En 2007, il crée un parti nationaliste, Grande Russie.
Après sa nomination en 2008 au poste d'ambassadeur de la Russie auprès de l'OTAN et les commentaires des médias occidentaux sur la nomination d'un « nationaliste » à ce poste, il déclare « ne pas avoir la moindre divergence avec Vladimir Poutine pour ce qui touche à la sécurité de la Russie », malgré son statut initial d'opposant.
Il est vice-président du gouvernement de la fédération de Russie dans les gouvernements de Vladimir Poutine et Dmitri Medvedev de 2011 à 2018.

### Roscosmos
En mai 2018, il est nommé à la tête de Roscosmos, l'agence spatiale russe. Il est démis de ses fonctions par le président Poutine en juillet 2022 et remplacé par Iouri Borissov.

### Guerre russo-ukrainienne
Il fait partie des personnalités politiques russes que l'administration de Barack Obama a suspendu de visa et dont elle a gelé les éventuels avoirs aux États-Unis, en représailles à l'annexion de la Crimée par la fédération de Russie, le 17 mars 2014. Quelque temps plus tard, c'est au tour de l'Union européenne de le frapper des mêmes sanctions.
Il apporte son soutien moral aux séparatistes pro-russes de l'est de l'Ukraine en écrivant le 2 mai 2014 sur son compte Twitter : « Hé, les gars, je donnerais sans hésiter tous les postes que j'occupe en échange du bonheur d'être maintenant dans les mêmes tranchées avec les défenseurs de Sloviansk ! »,.
Après son départ de Roscosmos, les fonctions de Rogozine sont peu claires. Il pourrait occuper un poste de direction dans les zones occupées par la Russie dans l'est de l'Ukraine. Partisan de l'offensive russe en Ukraine, Rogozine indique quant à lui être le chef du groupe de volontaires d'inspection « Les loups du Tsar ».
Le 22 décembre 2022, Dmitri Rogozine est blessé dans le dos dans un restaurant de Donetsk, touché par des obus tirés par l'armée ukrainienne,. Le 4 janvier 2023, il écrit à l'ambassadeur français à Moscou, Pierre Lévy, pour lui envoyer un éclat d'obus qui, selon lui, a été tiré par un canon Caesar français fourni à l'Ukraine. « Dans cette enveloppe, avec ma lettre, vous verrez un fragment d’obus d'une pièce d'artillerie française de 155 mm Caesar. Il a perforé mon épaule droite et s'est logé dans la cinquième vertèbre cervicale, à un millimètre seulement de différence, il aurait pu me tuer ou de me rendre invalide. Toutes nos victimes sont sur votre conscience. Je vous demande de remettre le fragment retiré de ma colonne vertébrale par les chirurgiens au président français Emmanuel Macron. Et dites-lui que personne n'échappera à la responsabilité des crimes de guerre ».
En février 2024, il publie sur Twitter des posts racistes visant le secrétaire américain à la Défense Lloyd Austin, le comparant à un singe, alors que celui-ci est hospitalisé de façon imprévue. Les images et commentaires associés font scandale ; il affirme par la suite que le contenu a été posté par un bot, mais traite plusieurs responsables occidentaux, dont Austin, de singes. 

## Vie privée
Dmitri Rogozine est marié et père d'un fils, Alexandre Rogozine (1983) et grand-père de deux petits-fils, Fiodor (2005) et Artyom (2013) et d'une petite-fille Maria (2008). Il aime le basket-ball, le handball et la plongée sous-marine.